# Septèmes-les-Vallons
Septèmes-les-Vallons település Franciaországban, Bouches-du-Rhône megyében. Lakosainak száma 12 018 fő (2022. január 1.). Septèmes-les-Vallons Bouc-Bel-Air, Les Pennes-Mirabeau, Simiane-Collongue és Marseille községekkel határos.

## Népesség
A település népessége az elmúlt években az alábbi módon változott:
| Lakosok száma | 5844 | 10 681 | 10 415 | 10 117 | 10 713 | 10 721 | 11 019 | 11 196 | 11 366 | 12 018 |
|               | 1968 | 1982   | 1990   | 2006   | 2013   | 2015   | 2017   | 2019   | 2020   | 2022   |